# Интегрин бета-8
Интегрин бета-8 (β8) — мембранный белок, гликопротеин из надсемейства интегринов, продукт гена ITGB8, бета-субъединица интегрина αVβ8, рецептора для фибронектина. Ген был впервые клонирован в 1991 году. 

## Функции
Интегрин альфа-V/бета-8 (αVβ8) является рецептором фибронектина. На поверхности дендритных клеток αVβ8 играет важную роль в регуляции иммунного ответа.

## Структура
Интегрин бета-8 состоит из 727 аминокислот, молекулярная масса белковой части — 85,6 кДа. N-концевой участок (642 аминокислоты) является внеклеточным, далее расположен единственный трансмембранный фрагмент и внутриклеточный фрагмент (65 аминокислот). Внеклеточный фрагмент включает 4 цистеин-обогащённых повтора, VWFA домен и до 7 участков N-гликозилирования. После гликозилирования масса гликопротеина становится 95 кДа.

## Тканевая специфичность
Экспрессирован в плаценте, почках, мозге, яичниках и матке.

## См.также
- Интегрины